# Rock Against Communism

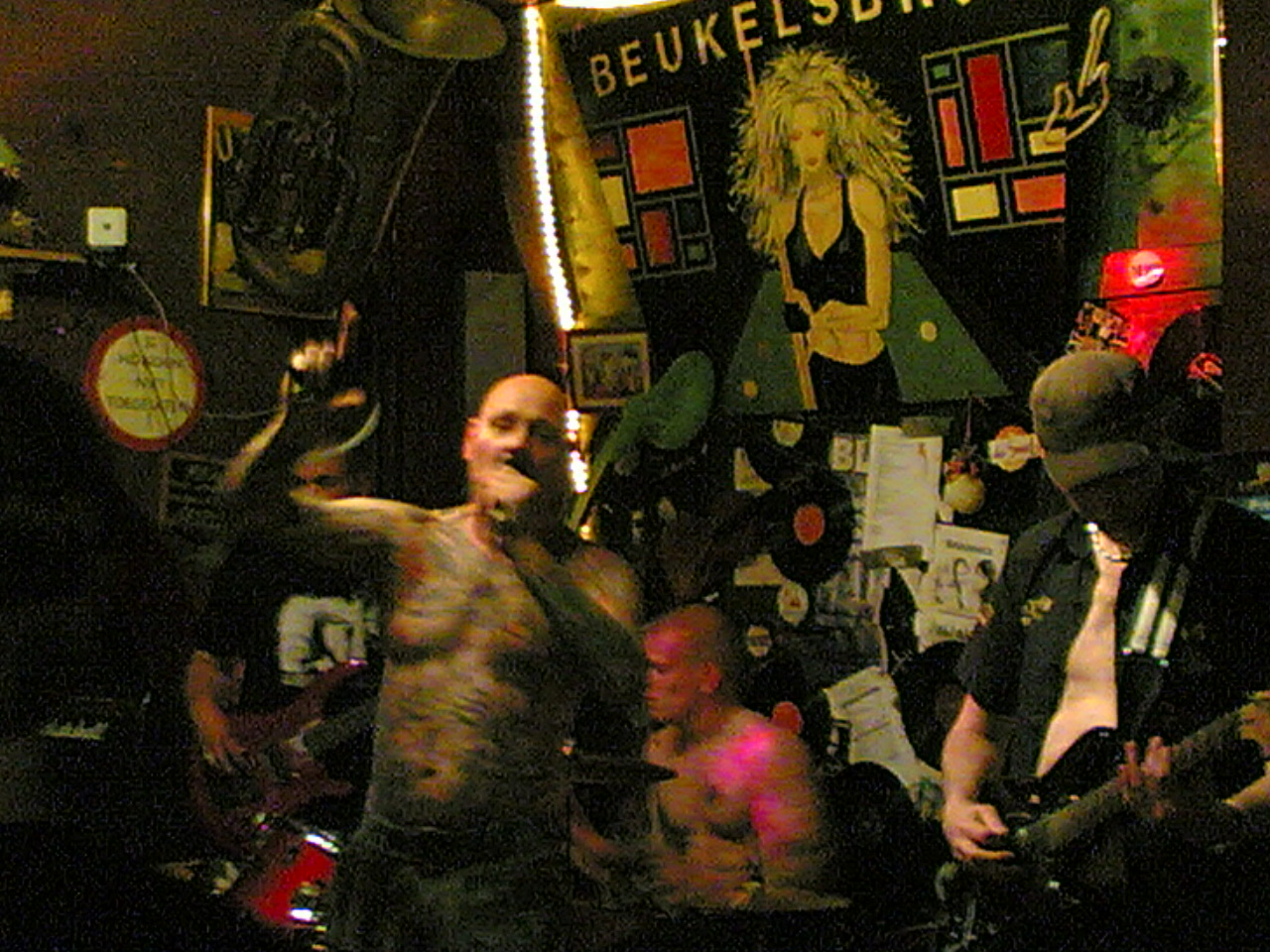
De R.A.C.-band Brigade M in 2009

Rock Against Communism (afgekort: R.A.C.) is een nationalistisch of neonazistisch muziekgenre. De R.A.C.-scene startte in de jaren tachtig van de 20e eeuw in de skinheadscene als antwoord op een reeks concerten onder de naam Rock Against Racism, onder invloed van Ian Stuart Donaldson, de zanger van Skrewdriver en de oprichter van Blood & Honour.
De naam van het genre is soms misleidend aangezien het niet altijd zuiver gericht is tegen het communisme, maar vaak apartheid, racisme, fascisme en soms seksisme en homofobie promoot. Op (quasi-)religieus vlak zijn de voorchristelijke Germaanse en Noordse religies fundamentele elementen die deel uitmaken van bepaalde liederen. Bovendien is de muziek ook wel opmerkelijk antikapitalistisch. In het Duits wordt voor R.A.C. vaak de verwante term Rechtsrock gebruikt.
R.A.C. komt niet uitsluitend voor in Europa, Australië en Noord-Amerika, maar in quasi alle landen waar blanke gemeenschappen of minderheden zijn. In Zuid-Amerika (onder andere Brazilië en Argentinië) en Afrika (onder andere Zuid-Afrika) komt R.A.C. voor. Ook zijn er in Aziatische landen (onder andere Japan) R.A.C. bands te vinden.

## Betekenis
Het doel van Rock Against Communism is om een georganiseerde vereniging en platenmaatschappij te creëren om extreemrechtse muziek mee te veropenlijken en om alle white power-, nationalistische en neonazistische bands onder een centraal orgaan te brengen. Dit is later uitgevoerd door Blood & Honour. R.A.C. brengt vooral nazi-punkrock en nationaalsocialistische black metal uit, gecombineerd met (ondergrondse) concerten. Een bekende band die is aangesloten is de Duitse hatecoreband Landser.
De naam Rock Against Communism wordt ook gebruikt om een rechts georiënteerd punk-, rock- of metalgenre te beschrijven. Nazistisch is niet altijd de juiste benaming om R.A.C.-bands te omschrijven. Zo distantieerde bijvoorbeeld de Nederlandse band Brigade M zich openlijk van het nationaalsocialistische gedachtegoed en ook de Nederlandse band Standrecht had niets te maken met het nazisme. Andere bands, zoals Landser, Skrewdriver en Race War dwepen openlijk met het nazisme. Ook de teksten zijn niet steeds even expliciet.

## Onderverdeling naar genre
Rock Against Communism kan vaak nog worden onderverdeeld in subgenres. Vaak zijn deze subgenres een rechtse variant van bestaande muziekgenres:
- Hatecore
- Nationaalsocialistische black metal (NSBM)
- Oi! (meestal niet R.A.C.)

## Juridisch en tactisch
De vraag naar deze muziek is gering en werken van R.A.C.-bands treft men daarom zelden aan in de gewone handelszaken. R.A.C. is echter niet verboden, en het maken van R.A.C. is evenmin strafbaar. Revisionistische, negationistische en racistische teksten zijn wettelijk verboden. Antikapitalistische, anticommunistische en nationalistische teksten echter niet. Indien men een R.A.C.-band ontdekt, wordt deze meestal wel nauwlettend in de gaten gehouden door de staatsveiligheid.
Om tactische redenen worden er verschillende compilatie-cd's uitgebracht met een aangepast repertoire. Zo heeft de Amerikaanse band Prussian Blue voor de Europese markt een aangepaste cd uitgebracht om wettelijk in orde te zijn. Ook Skrewdriver heeft aangepaste compilaties voor de Duitse markt. Door de internetveiling van R.A.C.-cd's is het echter ook mogelijk om de originele (vaak verboden) cd's te bestellen in een land waar dit wel legaal is. Grote distributeurs van R.A.C. zoals Micetrap waarschuwen bezoekers en potentiële kopers op hun website wel voor het feit dat hun producten in verschillende landen illegaal zijn.

## Bekende uitvoerenden
- Blitzkrieg (Duitsland)
- Brigade M (Nederland)
- Bully Boys (Verenigde Staten)
- Day of the Sword (Verenigde Staten)
- Die Lunikoff Verschwörung (Duitsland)
- Division Germania (Duitsland)
- Gigi Und Die braunen Stadtmusikanten (Duitsland)
- Gordost (Bulgarije)
- Kraftschlag (Duitsland)
- Landser (Duitsland)
- Macht und Ehre (Duitsland)
- March or Die (Verenigd Koninkrijk)
- Mistreat (Finland)
- No Remorse (Verenigd Koninkrijk)
- Race War (Duitsland)
- RaHoWa (Canada)
- Razors Edge (Verenigd Koninkrijk)
- Redneck 28 (Verenigd Koninkrijk)
- Section 88 (Verenigd Koninkrijk)
- Skrewdriver (Verenigd Koninkrijk)
- Sniper (Finland)
- Standrecht (Nederland)
- Stimmen der Freiheit (Duitsland)
- Sturmwehr (Duitsland)
- English Rose (Verenigd Koninkrijk)
- Arrow Cross (Hongarije)
- Soldiers Of Freedom (Duitsland)
- Übermensch (Duitsland)